# Lophopterys
Lophopterys là một chi thực vật có hoa trong họ Malpighiaceae.

## Loài
Chi Lophopterys gồm các loài: